# ヴォジスワフ郡
ヴォジスワフ郡（Wodzisław County (ポーランド語: powiat wodzisławski)）は、南ポーランドのシロンスク県にある地方自治体。1998年のLocal Government Reorganizationの結果、1999年1月1日に誕生した。郡都で最大の町はヴォジスワフ・シロンスキであり、カトヴィツェの南西49kmに位置する。ヴォジスワフ郡には他に3つの町が存在する。
郡は155,228km2の面積がある。2006年の統計で、郡全体の人口が155,228人である。

## 近隣の郡
西部はラチブシュ郡、北東部はリブニク郡とリブニク市、東部はヤストシェンビェ・ズドルイ市に接している。また、南部はチェコとの国境となっている。

## 下位自治体
郡は9つの下位自治体に分割される。（4つの都市、5つの田舎）なお、人口順に並べてある。
| 名称                     | 種類 | 面積 (km2) | 人口 (2019年) | 中心地           |
| ヴォジスワフ・シロンスキ | 都市 | 49.6       | 47,992        |                  |
| リドゥウトヴィ           | 都市 | 15.0       | 21,616        |                  |
| グミナ・ゴジツェ         | 田舎 | 64.5       | 21,285        | ゴジツェ         |
| ラドリン                 | 都市 | 12.5       | 17,776        |                  |
| プシュフ                 | 都市 | 20.4       | 13,896        |                  |
| グミナ・ゴドゥフ         | 田舎 | 38.0       | 13,758        | ゴドゥフ         |
| グミナ・ルボミア         | 田舎 | 41.8       | 7,925         | ルボミア         |
| Gmina Mszana             | 田舎 | 31.0       | 7,702         | Mszana           |
| グミナ・マルクロヴィツェ | 田舎 | 13.8       | 5,396         | マルクロヴィツェ |